# Redessan
Redessan is een gemeente in het Franse departement Gard (regio Occitanie). De plaats maakt deel uit van het arrondissement Nîmes. Redessan telde op 1 januari 2022 4.227 inwoners.

## Geografie
De oppervlakte van Redessan bedroeg op 1 januari 2022 15,57 vierkante kilometer; de bevolkingsdichtheid was toen 271,5 inwoners per km². De Buffalon, een beek, stroomt door de gemeente.

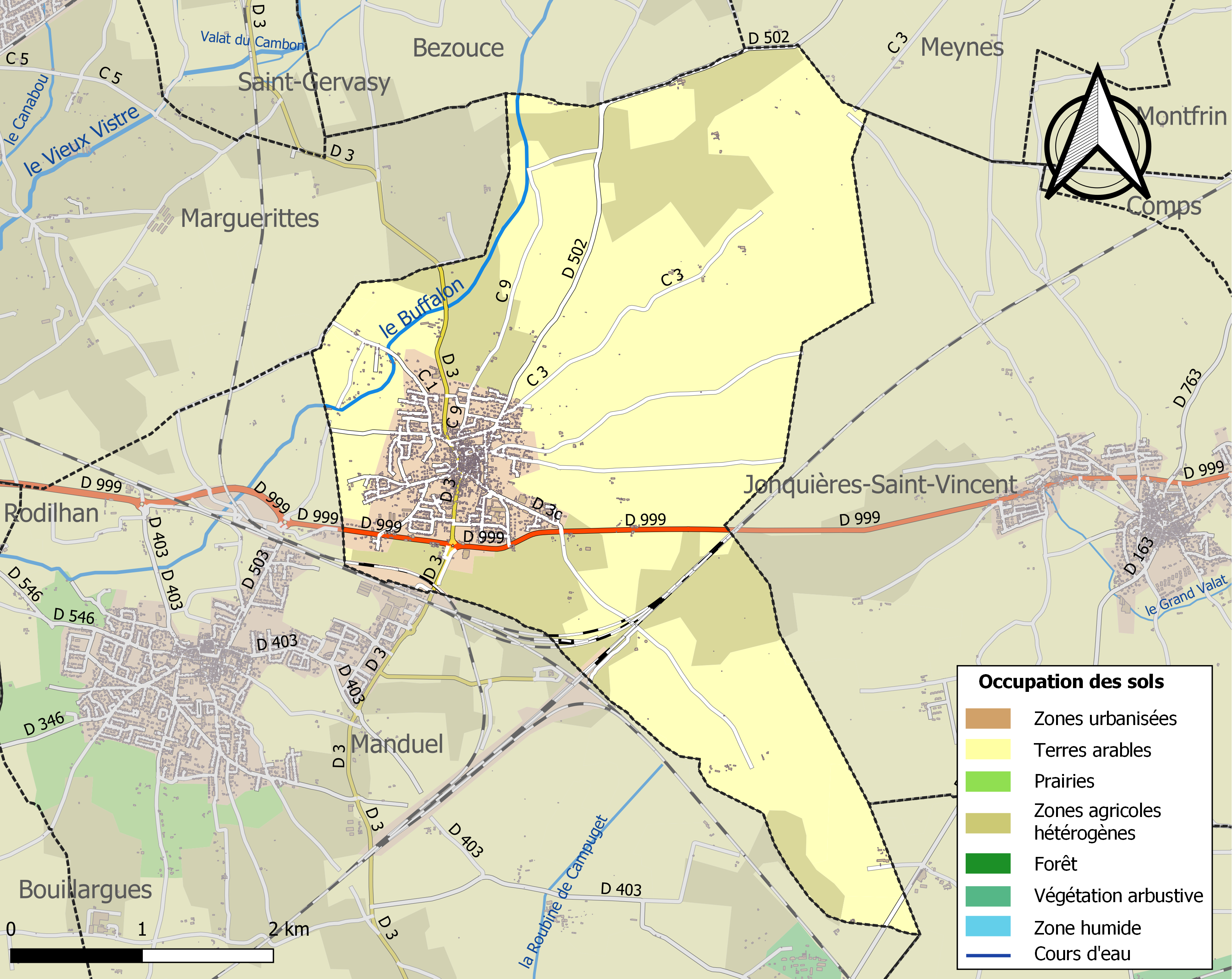
Kaart van de gemeente met belangrijkste infrastructuur, bodemgebruik en omliggende gemeenten

## Demografie
In 1744 telde Redessan ongeveer 240 inwoners. In 1952 telde de gemeente 1153 inwoners. Onderstaande figuur toont het verloop van het inwonertal (bron: INSEE-tellingen).